# The Floating Piers
The Floating Piers è stata un'installazione di land art degli artisti Christo e Jeanne-Claude.
Consisteva in una rete di pontili galleggianti aperti al pubblico, messi in opera sul lago d'Iseo, tra Sulzano, Montisola e l'isola di San Paolo.

## Caratteristiche

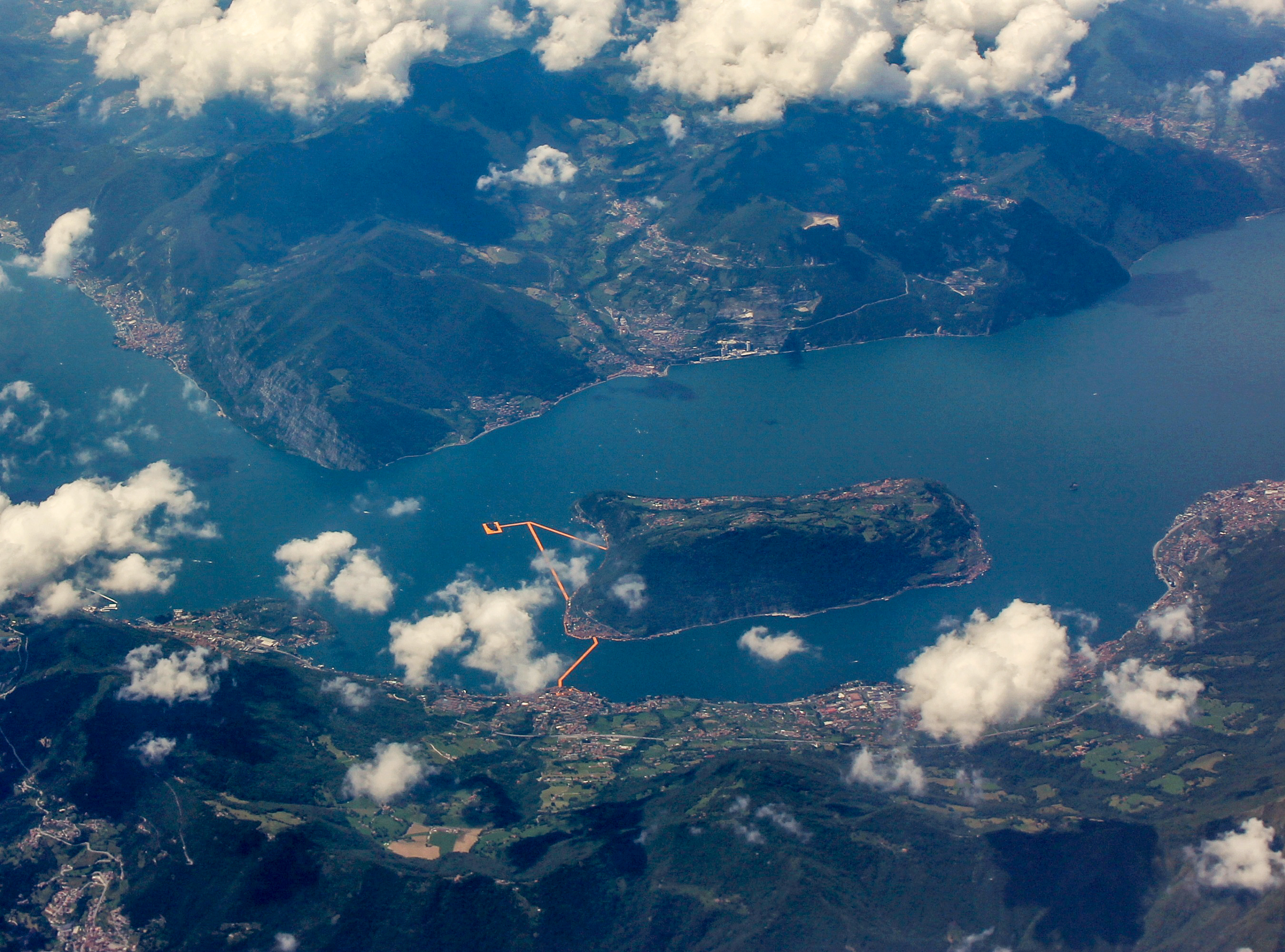
Foto aerea dell'opera installata

L'opera era costituita da una serie di pontili galleggianti installati sulla sponda bresciana del lago d'Iseo, che permettevano ai visitatori di camminare appena sopra la superficie dell'acqua del lago da Sulzano, sulla terraferma, sino alle isole di Monte Isola e San Paolo, dal 18 giugno al 3 luglio 2016.
La rete di pontili è stata realizzata con circa 220.000 cubi di polietilene ad alta densità e ricoperta da 100.000 metri quadrati di tessuto giallo brillante.
Il progetto definitivo è stato realizzato con pontili larghi 16 metri, digradanti ai lati, per una lunghezza complessiva di 3 chilometri. Il percorso proseguiva per 1,5 chilometri lungo le strade pedonali di Sulzano e Monte Isola. Dopo la mostra, tutti i componenti sono stati rimossi e riciclati.

## Premesse
Nel 1969, lo storico dell'arte argentino Jorge Romero Brest, in un incontro avuto a New York, suggerì a Christo e Jeanne-Claude di realizzare un progetto in Argentina. La coppia propose di costruire Wrapped Inflated Piers, un pontile lungo 2 chilometri sul delta del Río de la Plata a Buenos Aires, costituito da elementi gonfiati con aria e ricoperti da tessuto, un progetto che non fu mai eseguito.
Nel 1996 Christo e Jeanne-Claude proposero The Daiba Project, un sistema di pontili galleggianti che avrebbe dovuto collegare l'Odaiba Park a due isole artificiali nella baia di Tokyo. Non avendo ottenuto i permessi necessari, l'opera non fu realizzata.
Nell'aprile del 2014, vedendo che Over the River e The Mastaba stavano richiedendo più tempo del previsto, Christo decise di occuparsi di un progetto da realizzare in breve tempo. Dopo aver analizzato più possibilità, decise di riprendere il tema del pontile galleggiante e riproporlo in Italia. Fra la primavera e l'estate del 2014, Christo, Vladimir Yavachev (direttore operativo), Wolfgang Wolz (direttore tecnico), Germano Celant (direttore del progetto) e Josy Kraft (archivista), hanno fatto una ricognizione sui laghi del Nord Italia alla ricerca dello scenario più suggestivo per la realizzazione del progetto.
La presenza di Monte Isola e dell'Isola di San Paolo rendeva il lago d'Iseo il luogo ideale per installare The Floating Piers. L'opera avrebbe collegato il comune di Sulzano sulla terraferma a Peschiera Maraglio su Monte Isola e da lì altri due ramificazioni avrebbero congiunto Monte Isola all'Isola di San Paolo.

## Progetto definitivo

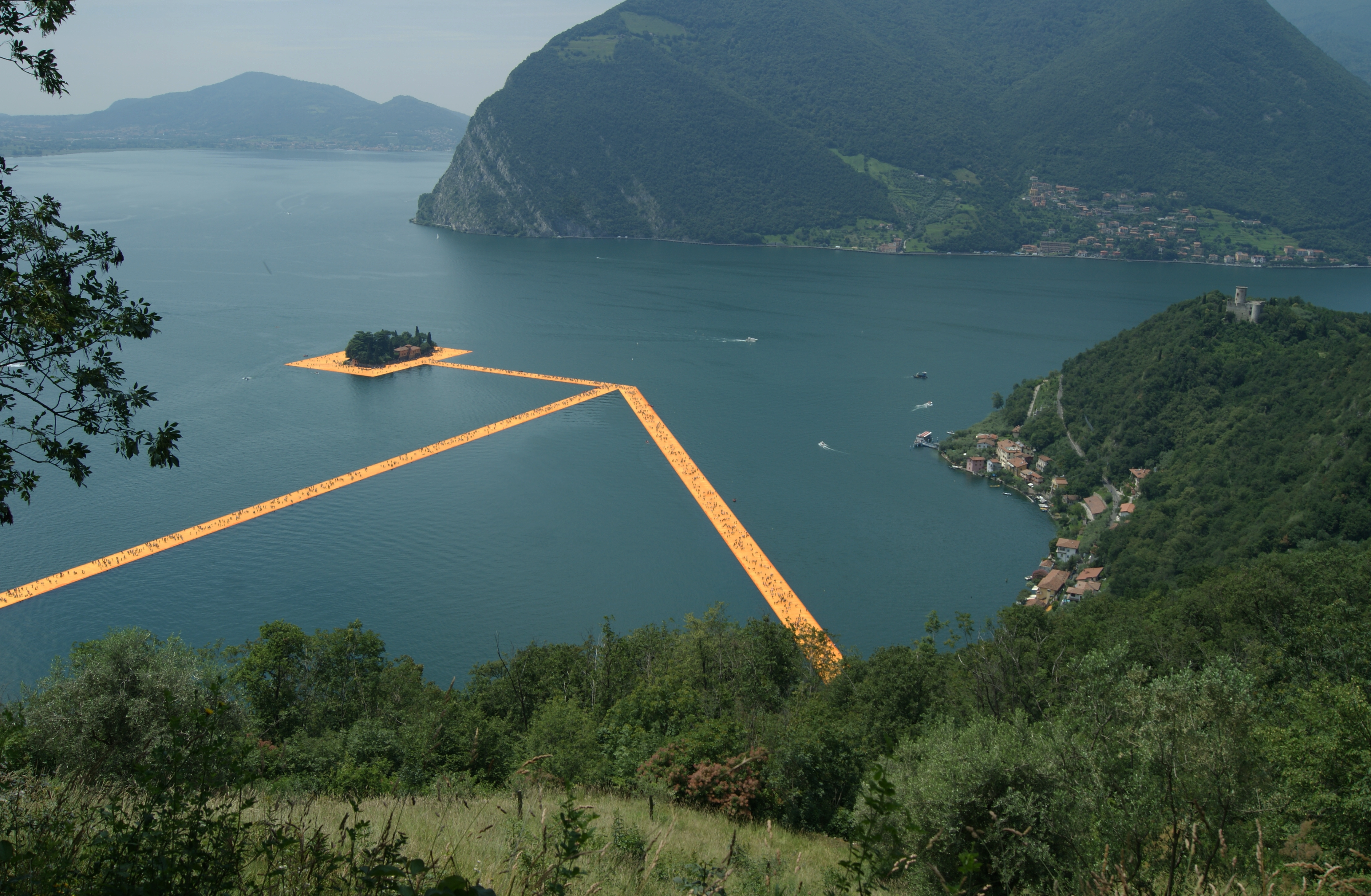
L'Isola di San Paolo con i pontili galleggianti installati

Il gruppo ottenne il primo assenso alla realizzazione del progetto dalla famiglia Beretta, proprietaria dell'Isola di San Paolo e della storica fabbrica di armi omonima, attiva dal 1526 in Val Trompia. Franco Gussalli Beretta, presidente dell'azienda, si fece promotore dell'evento e presentò Christo e il suo progetto alle autorità locali il 1º agosto 2014. Furono coinvolti il presidente dell'Autorità di Bacino dei laghi d'Iseo, d'Endine e Moro e i sindaci di Sulzano e Monte Isola. Dopo una breve consultazione, entrambi i sindaci approvarono il progetto.
Tra agosto e settembre 2014 si è svolto il primo test con un prototipo a dimensioni reali in un bacino nel Nord della Germania, assemblando 1800 cubi galleggianti per una superficie larga 16 metri e lunga 20. Il test è stato realizzato utilizzando blocchi e tessuti molto simili a quelli definitivi.
Nell'autunno 2014 il gruppo commissionò allo studio internazionale di ingegneria ARUP lo studio preliminare del progetto.
Nel febbraio 2015, in Bulgaria, furono messi alla prova, per la seconda volta, gli elementi strutturali del progetto, sottoponendoli a onde di 1,80 metri. I cubi potevano facilmente sopportare una pressione di una tonnellata per metro quadro con una variazione del livello di soli 12 centimetri. Si sperimentarono, inoltre, i sistemi di ancoraggio al fondo del bacino in modo da rendere il pontile il più stabile possibile.
Nella primavera del 2015 fu commissionata la fornitura del tessuto in nylon poliammidico all'azienda tedesca Setex, che aveva rilevato l'azienda fornitrice dei tessuti per altre opere di Christo in Europa e negli Stati Uniti. Christo scelse come colore dei tessuti per questo progetto il giallo dalia.
A partire da agosto 2015, quattro aziende italiane sono state incaricate di produrre i 220.000 cubi e i pioli necessari a costituire la struttura portante dei pontili. Questi pezzi sono stati realizzati in polietilene attraverso un processo di stampaggio: il materiale viene riscaldato e inserito negli stampi nei quali si insuffla l'aria in modo da far aderire il materiale plastico allo stampo.
I cubi, di 50 cm di lato, sono dotati di quattro anelli nei quali si inseriscono i pioli, anch'essi in polietilene, avvitati in modo da unire due o più cubi saldamente.
Nell'autunno del 2015 la squadra ha allestito il proprio cantiere nella ex fabbrica della Montecolino Caproni, in località Pilzone d’Iseo. Qui sono stati costruiti moduli lunghi 100 metri e larghi 16 che sono stati poi spinti nel lago e stoccati in un'apposita area concessa dall'Autorità di bacino.
A partire dal gennaio del 2016, sono stati posizionati 190 blocchi in calcestruzzo sul fondo del lago evitando i servizi tecnologici ivi presenti. Per la mappatura delle reti presenti e del fondo del lago è stato utilizzato un sottomarino a comando remoto dotato di GPS e vari sonar. I blocchi di calcestruzzo, del peso di 5,5 tonnellate ciascuno, fanno da ancora ai pontili rendendoli stabili. Per fissare al meglio le ancore al fondo fangoso e scosceso del lago e per evitare l'effetto ventosa che ne avrebbe complicato il recupero in fase di smantellamento dell'opera, i blocchi di calcestruzzo sono rialzati dal fondo mediante strutture metalliche dette predatori. Per trasportare in posizione i blocchi in calcestruzzo armato sono stati utilizzati dei palloni di sollevamento riempiti di aria in modo da farli galleggiare sino a destinazione. Le operazioni sono state realizzate da una squadra di sommozzatori professionisti francesi.
Gli elementi fluttuanti sono collegati alle ancore in calcestruzzo armato mediante funi in polietilene realizzate appositamente da un'azienda di Sale Marasino. Il sistema di ancoraggio è costituito da due corpi laterali che danno stabilità al pontile e uno centrale che ne mantiene invariata la posizione.
Nella primavera del 2016 i pontili sono stati trasportati dal sito di stoccaggio alla posizione finale. Sono stati realizzati dapprima i due rami che collegano Monte Isola all'Isola di San Paolo e in seguito il tratto che collega Sulzano a Monte Isola. Alle 18:30 di venerdì 3 giugno 2016 è stato posizionato l'ultimo pontile, collegando Peschiera Maraglio alla terraferma
Dopo aver completato la parte strutturale del ponte, la squadra di operai ha iniziato a stendere un tessuto di feltro che fa da morbido sottofondo al nylon poliammidico. Lo stesso tessuto è stato posato sulle vie pedonali dei comuni di Sulzano e Monte Isola. La particolarità di questo tessuto, di tonalità oro rosso, è che cambia sfumatura di colore a seconda che sia asciutto, umido, in ombra o al sole.

### Christo and Jeanne-Claude. Water Projects
In contemporanea con l'installazione artistica sul lago d'Iseo, l'artista Christo, in collaborazione con Germano Celant, ha organizzato al Museo di Santa Giulia di Brescia la mostra Christo and Jeanne-Claude. Water Projects, in cui sono illustrati gli studi, i disegni preparatori e le varie fasi di realizzazione dei The Floating Piers, messi in relazione con le precedenti creazioni dell'artista bulgaro legate al tema dell'acqua.

## Fruizione

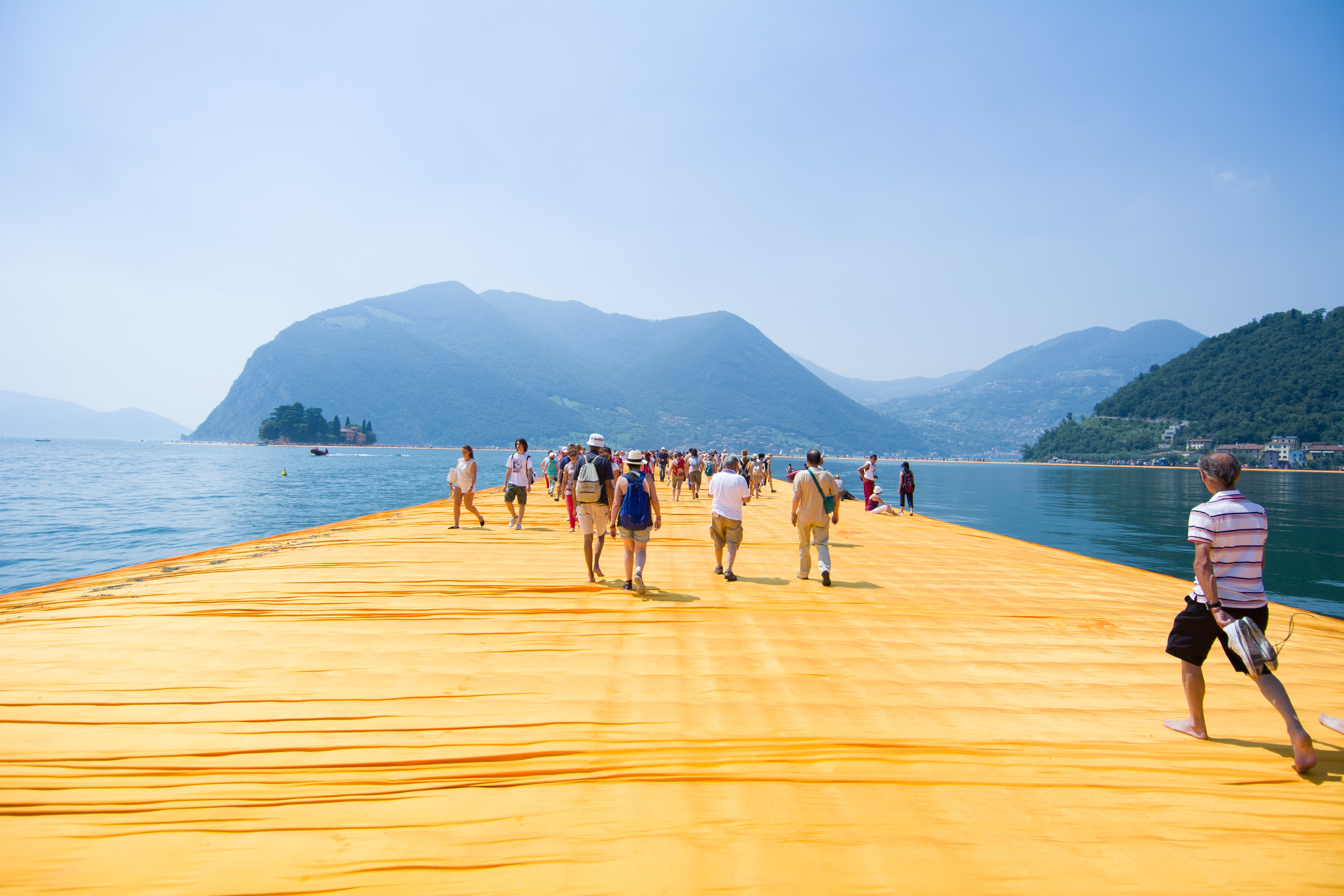
Veduta dell'Isola di San Paolo da The Floating Piers.

La rete di pontili è stata aperta al pubblico il 18 giugno 2016 alla presenza di Christo, che l'ha inaugurata senza particolari cerimonie, come aveva espressamente desiderato. Il 20 giugno 2016, in una conferenza stampa tenutasi a Sale Marasino, l'artista ha dichiarato che l'opera sarebbe stata unica e non sarebbe stata replicata in nessun altro luogo del mondo, e si è detto contento che nei primi due giorni sia stata "calpestata" da oltre 100.000 visitatori.
L'accesso era gratuito ma regolato, per evitare sovraffollamento.
Il 23 giugno, qualche giorno dopo l'inaugurazione, si è deciso di terminare la fruizione notturna a causa della imprevista e gigantesca affluenza, con code chilometriche nei dintorni 24 ore su 24. Questo ha anche consentito la manutenzione necessaria, giorno per giorno, nonché il ripristino dei servizi di supporto correlati.
L'ultimo giorno utile per visitare l'opera è stato il 3 luglio 2016. La mattina del giorno seguente è subito iniziata la rimozione delle strutture: i materiali con cui era stata realizzata l'opera sono stati riciclati e smaltiti in diversi siti europei. A tal proposito, Christo ha dichiarato: «Rimuoveremo ogni parte di The Floating Piers nel corso di tre mesi e lasceremo il lago d'Iseo come se non fossimo mai stati qui».
Il totale dei visitatori è stato di circa 1,5 milioni di persone.

## Critiche e controversie
Oltre alla polemica di carattere logistico, dovuta all'aver negato l'accesso alla zona dell'installazione in bicicletta, sono state diverse le perplessità nei confronti dell'installazione, anche da parte di noti esperti del mondo artistico:
- Lo storico Mimmo Franzinelli, interpellato sull'argomento, rispose con un'ulteriore questione: «Entreremo nella storia dell'arte o del kitsch?»[15].
- Il celebre critico d'arte Philippe Daverio ha espresso un parere fortemente negativo sull'opera, definendola: «Obsoleta, una fiera di paese. Invece di impostare una politica di rispetto e valorizzazione del territorio, ci muoviamo nel regno dell'effimero, speranzosi che una furbata d'artista produca tanto marketing».[16].
- Un altro famoso critico d'arte italiano, Vittorio Sgarbi, ha valutato l'opera positivamente, ma ha anche paventato il rischio che l'installazione diventi "una passerella verso il nulla" se chi si recherà a visitarla non coglierà l'occasione per approfondire la conoscenza artistica e culturale del territorio che la ospita[17].
- Il New York Times, l'8 dicembre 2016 l'ha messa tra le opere più significative dell'anno[18][19][20].